# Josef Bohnenkamp
Josef Bohnenkamp (* 22. Juni 1905 in Münster; † 27. Februar 1982 in Borken) war ein deutscher Politiker.

## Leben
Nach dem Besuch der Rektoratschule Stadtlohn und des Gymnasiums Dülmen  studierte Bohnenkamp von 1924 bis 1928 Rechts- und Staatswissenschaften an den Universitäten Münster, Berlin und Marburg. Er war Mitglied der katholischen Studentenverbindungen KStV Thuringia Marburg und KStV Askania-Burgundia Berlin im KV.  1928 legte er das erste und 1932 das zweite Staatsexamen ab. 1929 promovierte Bohnenkamp. Unterbrochen durch den Kriegsdienst bei der Marine ließ er sich in Borken als Rechtsanwalt und Notar nieder. Von 1958 bis 1964 war er Richter am Verfassungsgerichtshof für das Land Nordrhein-Westfalen in Münster. Er war mit Cäcilie Hötten verheiratet und hatte eine Tochter und zwei Söhne.
Für die Zentrumspartei war er Mitglied des Kreistages des ehemaligen Landkreises Borken vom 9. November 1952 bis zum 18. März 1961. Vom 9. November 1952 bis zum 28. November 1954 war er Landrat des Landkreises Borken.